# Csoportos csiperke
A csoportos csiperke (Agaricus bohusii) a csiperkefélék családjába tartozó, kisebb csoportokban növő, ehető gombafaj. Tudományos nevét Bohus Gábor magyar mikológusról kapta.

## Megjelenése
A csoportos csiperke kalapjának átmérője 5-15 cm. Alakja fiatalon félgömbszerű, később domború. Felszínét koncentrikus körökben nagy durva barna pikkelyek borítják, közöttük kilátszik a fehér kalapbőr. Húsa fehér, de sérülésre gyorsan és erősen vörösödik, később barnul. Szaga és íze kellemes. 
Szabadon álló lemezei fiatalon szürkés rózsaszínűek, később sötétbarnák. Sérülésre vörösödnek.
Spórapora barna. Spórái tojásdadok, méretük 6–8 × 5–6 μm.
Tönkje 15 (20) cm magas, 1–2 (3) cm vastag. Lefelé orsószerűen elvékonyodik. Gyenge gallérja kettős peremű. 
A többi csiperkétől eltérően mindig többedmagával, szorosan egymás mellett jelenik meg, egy nagyobb kolónia súlya meghaladhatja az egy kilogrammot. 

## Elterjedése és élőhelye
Európában honos. Magyarországon elterjedt, de nem gyakori.
Lombos- és vegyes erdőkben, ligetekben található. Júliustól novemberig terem.
Ehető gomba. Magyarországon védett, természetvédelmi értéke 5000 Ft.  